# Дама с муфтой
«Дама с муфтой» (нем. Dame mit Muff) — женский портрет работы австрийского художника Густава Климта. Картина относится к позднему этапу творчества художника и была создана в годы Первой мировой войны, когда он вернулся к теме «прекрасных венок» и создал целый ряд мистических и экзотических портретов незнакомок, которые получали название по используемому ими модному аксессуару. На цветистом фоне портрета с азиатскими мотивами нижнюю часть лица кокетливой дамы на полностью скрывает тёмная муфта. «Дама с муфтой» обнаруживает некоторое сходство с климтовскими «Дамой в шляпе и боа из перьев» и «Хорьковой шубой». Точные размеры картины в источниках не указываются.
Многие другие женские портреты из этой серии художник писал не на заказ и продавал в частные руки в своём ателье, некоторые из них были проданы на выставках, состоявшихся после его смерти. Тем не менее, согласно исследованиям Фонда Климта, «Дама с муфтой» скорее всего была написана на заказ для одного из представителей семьи Ашнеров. Из корреспонденции между устроителями венской выставки произведений Густава Климта с владельцем полотна известно, что им на 1926 год являлся фабрикант Рихард Ашнер. На момент создания картины в 1917 году он был помолвлен с Алис Цимблер и женился на ней в следующем году, тем самым портрет мог быть подарком Рихарда невесте на помолвку. Брат Рихарда Эмиль в то же время был помолвлен с Лилли Фенихель, чьи фотографии обнаруживают определённое сходство черт лица с дамой с муфтой с портрета Климта, и портрет мог быть заказным к другой помолвке в семье Ашнеров. Лилли Ашнер умерла в Праге в результате несчастного случая в 1926 году, портрет мог оказаться у Ашнеров и, соответственно, Рихарда Ашнера по наследству. О том, что портрет был заказным, также свидетельствуют наброски к нему, которые хранились у Ашнеров. В 1940-е годы Ашнеры по причине своего еврейского происхождения были вынуждены бежать из Австрии в Прагу, откуда позднее попали в концентрационный лагерь, где и погибли. Последний раз длительное время считавшаяся утраченной «Дама с муфтой» демонстрировалась в Пражской национальной галерее в качестве музейного займа в 2014—2015 годах. Согласно провенансу, опубликованному Пражской национальной галереей, частный коллекционер приобрёл картину в конце 1920-х или начале 1930-х годов.